# Білопільська міська територіальна громада
Білопільська міська громада — територіальна громада в Україні, у Сумському районі Сумської області. Адміністративний центр — місто Білопілля.

## Історія
Громада утворена 13 вересня 2018 року шляхом об'єднання Білопільської міської ради та Іскрисківщинської, Нововирківської, Ободівської, Павлівської, Рижівської сільських рад Білопільського району.
12 червня 2020 року, відповідно до розпорядження Кабінету Міністрів України № 723-р «Про визначення адміністративних центрів та затвердження територій територіальних громад Сумської області», Куянівська сільська рада об'єднана з Білопільською міською громадою.
19 липня 2020 року, в результаті адміністративно-територіальної реформи та ліквідації Білопільського району, громада увійшла до складу новоутвореного Сумського району.

## Населені пункти
До складу громади входять місто Білопілля, селище Перемога та 52 села: 
- Атинське
- Бабаківка
- Безсалівка
- Бубликове
- Будки
- Василівщина
- Волфине
- Воронівка
- Ганнівка-Вирівська
- Гиріне
- Голишівське
- Гуринівка
- Дігтярне
- Дудченки
- Іскрисківщина
- Йосипове
- Кандибине
- Катеринівка
- Кисла Дубина
- Коваленки
- Котенки
- Куянівка
- Макіївка
- Мар'янівка
- Мелячиха
- Мирлоги
- Мороча
- Москаленки
- Нескучне
- Нові Вирки
- Новоандріївка
- Новоіванівка
- Новопетрівка
- Ободи
- Олексенки
- Павлівка
- Павлівське
- Рижівка
- Рогізне
- Руденкове
- Садове
- Смоляниківка
- Соляники
- Сохани
- Старі Вирки
- Степанівка
- Стукалівка
- Терещенки
- Черванівка
- Шпиль
- Штанівка
- Янченки